# TNA X Division Championship

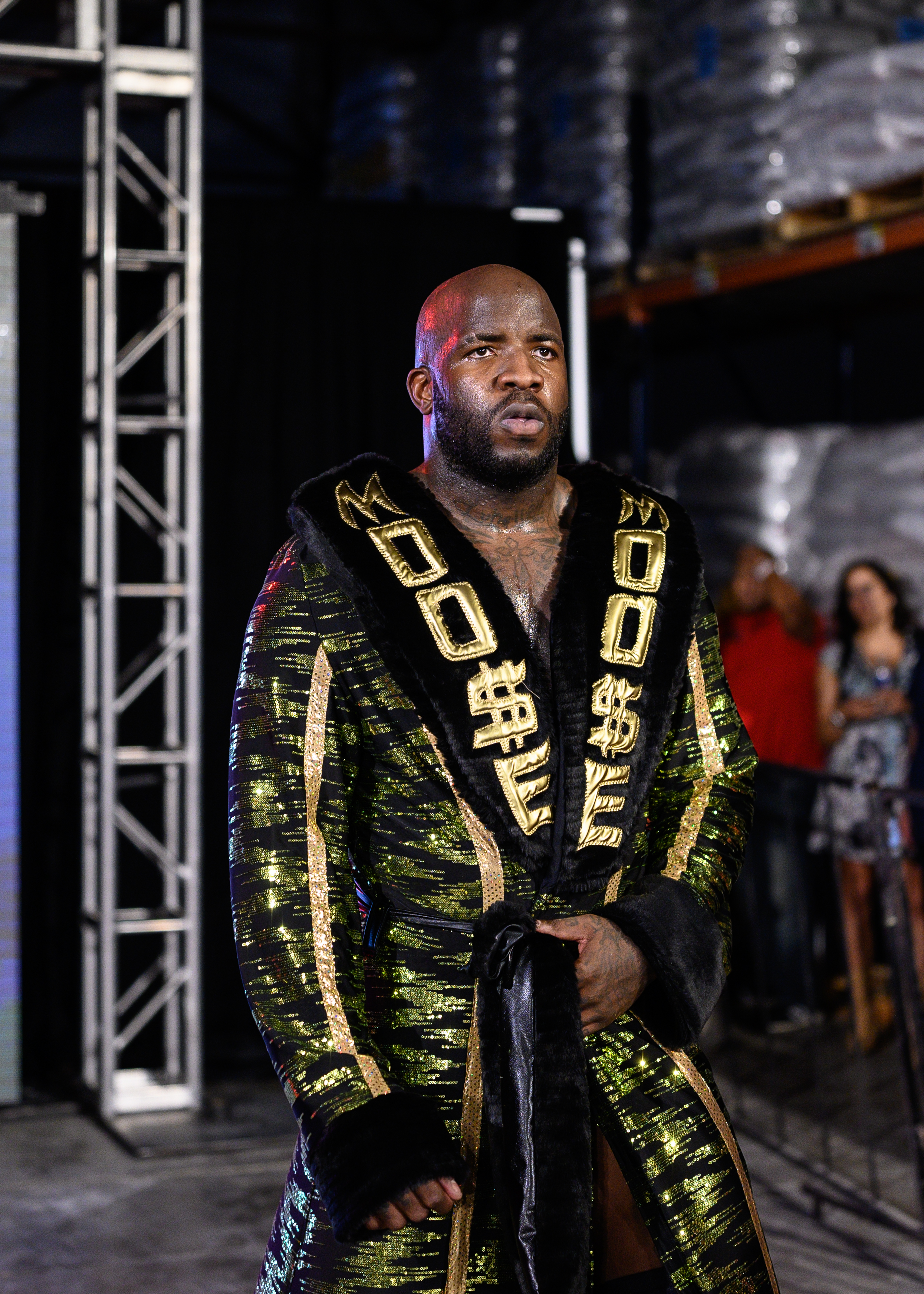
L'attuale campione Moose

Il TNA X Division Championship è un titolo di wrestling di proprietà della Total Nonstop Action Wrestling, ed è detenuto da Moose dal 27 ottobre 2024.

## Storia
Il primo ad aggiudicarsi il titolo fu A.J. Styles.

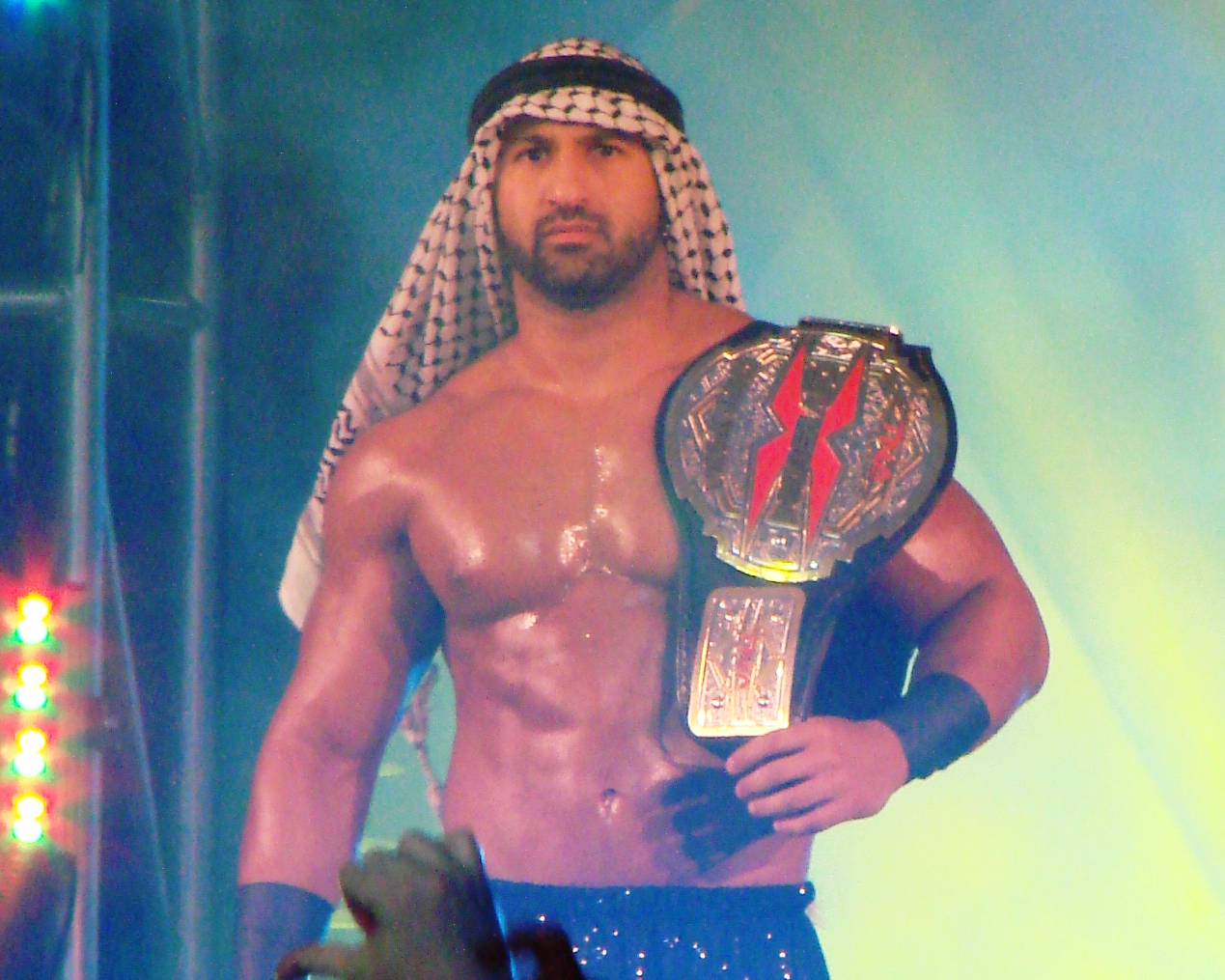
La cintura nella forma del 2008 e sulle spalle di Shiek Abdul Bashir

Nei primi anni della sua storia il match di aggiudicazione di questo titolo si è svolto presso eventi svoltisi all'esterno della TNA come ad esempio quello del giugno 2002 che si è disputato presso la Ring Of Honor. 

Nel 2012 l'allora General Manager Hulk Hogan aggiunse al titolo l'Opzione C (Option C) che consiste nel fatto di rendere volontariamente vacante questo titolo in cambio della possibilità di sfidare il detentore del titolo TNA World Heavyweight Championship.
Nel marzo 2017 la società TNA cambiò il suo nome in "Impact Wrestling" per poi decidere di cambiare anche il nome del titolo e di aggiornare l'aspetto della cintura. Nel 2024 tornò alla vecchia denominazione.

## Nome
| Anno                            | Nome                            | Note e fonti.                                                                          |
| ------------------------------- | ------------------------------- | -------------------------------------------------------------------------------------- |
| 2002                            | NWA X Championship              | Denominazione al primo evento.                                                         |
| 2002                            | NWA–TNA X Championship          | Denominazione a ROH.                                                                   |
| 2003                            | NWA–TNA X Division Championship | Creazione del campionato X Division                                                    |
| 2003                            | TNA X Division Championship     | Unificazione del titolo con quello della WWA International Cruiserweight Championship. |
| 2017                            | GFW X Division Championship     | Ufficializzazione del nuovo nome                                                       |
| 22 ottobre 2017-13 gennaio 2024 | Impact X Division Championship  | Ufficializzazione del nuovo nome con l'addio del marchio GFW                           |
| 13 gennaio 2024-presente        | TNA X Division Championship     |                                                                                        |

## Albo d'oro
| Wrestler                 | Regni             | Data              | Località          | Evento                      | Note | Fonti |
| ------------------------ | ----------------- | ----------------- | ----------------- | --------------------------- | --- | ----- |
| A.J. Styles              | 1                 | 19 giugno 2002    | Huntsville        | NWA-TNA 2                   | Sconfisse Low Ki, Jerry Lynn e Psicosis nella finale del torneo di assegnazione del titolo. |       |
| Senshi                   | 1                 | 7 agosto 2002     | Nashville         | NWA-TNA 8                   | Nel match vi era anche Jerry Lynn |       |
| Jerry Lynn               | 1                 | 21 agosto 2002    | Nashville         | NWA-TNA 10                  | Nel match vi era anche A.J. Styles. Lo rese vacante per un infortunio. |       |
| Syxx-Pac                 | 1                 | 9 ottobre 2002    | Nashville         | NWA-TNA 15                  | Sconfisse A.J. Styles, Tony Mamaluke, The S.A.T, Kid Kash e Ace Steel. |       |
| A.J. Styles              | 2                 | 23 ottobre 2002   | Nashville         | NWA-TNA 17                  | |       |
| Jerry Lynn               | 2                 | 6 novembre 2002   | Nashville         | NWA-TNA 19                  | |       |
| Sonny Siaki              | 1                 | 11 dicembre 2002  | Nashville         | NWA-TNA 24                  | |       |
| Kid Kash                 | 1                 | 12 febbraio 2003  | Nashville         | NWA-TNA 31                  | |       |
| Amazing Red              | 1                 | 30 aprile 2003    | Nashville         | NWA-TNA 42                  | |       |
| Chris Sabin              | 1                 | 14 maggio 2003    | Nashville         | NWA-TNA 44                  | Nel match vi era anche Jerry Lynn. Unificò il titolo con il WWA International Cruiserweight Championship battendo il campione Jerry Lynn, Kazarian e Johnny Swinger.                                                                      |       |
| Michael Shane            | 1                 | 20 agosto 2003    | Nashville         | NWA-TNA 58                  | Nel match vi era anche Kazarian. |       |
| Chris Sabin              | 2                 | 7 gennaio 2004    | Nashville         | NWA-TNA 76                  | Nel match vi erano anche Cristopher Daniels e Low Ki.Lo rese vacante per un infortunio. |       |
| Kazarian                 | 1                 | 31 marzo 2004     | Nashville         | NWA-TNA 87                  | Sconfisse Amazing Red nella finale del torneo per il vacante titolo. |       |
| A.J. Styles              | 3                 | 9 giugno 2004     | Nashville         | NWA-TNA 98                  | |       |
| Michael Shane e Kazarian | 2/2               | 28 luglio 2004    | Nashville         | NWA-TNA 105                 | Vinsero la cintura insieme. |       |
| Petey Williams           | 1                 | 11 agosto 2004    | Nashville         | NWA-TNA 107                 | Sconfisse Amazing Red nel 22 Gauntlet for the Gold. |       |
| A.J. Styles              | 4                 | 16 gennaio 2005   | Orlando           | Final Resolution            | Nel match vi era anche Chris Sabin. |       |
| Christopher Daniels      | 1                 | 13 marzo 2005     | Orlando           | Destination X               | Nel match vi erano anche Elix Skipper e Ron Killings. |       |
| A.J. Styles              | 5                 | 11 settembre 2005 | Orlando           | Unbreakable                 | Nel match vi era anche Samoa Joe. |       |
| Samoa Joe                | 1                 | 11 dicembre 2005  | Orlando           | Turning Point               | |       |
| Christopher Daniels      | 2                 | 12 marzo 2006     | Orlando           | Destination X               | Nel match vi era anche AJ Styles. |       |
| Samoa Joe                | 2                 | 10 aprile 2006    | Orlando           | iMPACT!                     | |       |
| Senshi                   | 2                 | 19 giugno 2006    | Orlando           | iMPACT!                     | Nel match vi era anche Sonjay Dutt. |       |
| Chris Sabin              | 3                 | 22 ottobre 2006   | Plymouth Township | Bound for Glory             | |       |
| A.J. Styles              | 6                 | 24 ottobre 2006   | Orlando           | iMPACT!                     | |       |
| Christopher Daniels      | 3                 | 6 novembre 2006   | Orlando           | iMPACT!                     | Nel match vi era anche Chris Sabin. |       |
| Chris Sabin              | 4                 | 14 gennaio 2007   | Orlando           | Final Resolution            | Nel match vi era anche Jerry Lynn. |       |
| Jay Lethal               | 1                 | 17 giugno 2007    | Nashville         | Slammiversary               | |       |
| Samoa Joe                | 3                 | 19 giugno 2007    | Orlando           | iMPACT!                     | |       |
| Kurt Angle               | 1                 | 12 agosto 2007    | Orlando           | Hard Justice                | Samoa Joe metteva in palio anche i TNA World Tag Team Championship, mentre Angle metteva in palio il TNA World Heavyweight Championship e il IWGP World Heavyweight Championship.                                                         |       |
| Jay Lethal               | 2                 | 9 settembre 2007  | Orlando           | No Surrender                | |       |
| Johnny Devine            | 1                 | 21 gennaio 2008   | Orlando           | iMPACT!                     | |       |
| Jay Lethal               | 3                 | 10 febbraio 2008  | Greenville        | Against All Odds            | Lethal,in coppia con il Motor City Machine Guns, sconfisse Devine e il Team 3D. |       |
| Petey Williams           | 2                 | 15 aprile 2008    | Orlando           | iMPACT!                     | |       |
| Sheik Abdul Bashir       | 1                 | 14 settembre 2008 | Toronto           | No Surrender                | Nel match vi era anche Petey Williams e Consequences Creed. |       |
| Eric Young               | 1                 | 7 dicembre 2008   | Orlando           | Final Resolution            | Titolo reso vacante a Final Resolution dopo che Eric Young ha conquistato il titolo contro Sheik Abdul Bashir in un match dal finale controverso.                                                                                         |       |
| Alex Shelley             | 1                 | 11 gennaio 2009   | Charlotte         | Genesis                     | Nella finale del torneo per il titolo sconfisse Chris Sabin. |       |
| Suicide                  | 1                 | 15 marzo 2009     | Orlando           | Destination X               | Nel match vi erano anche Consequences Creed, Jay Lethal e Cris Sabin. |       |
| Homicide                 | 1                 | 25 giugno 2009    | Orlando           | iMPACT!                     | |       |
| Samoa Joe                | 4                 | 16 agosto 2009    | Orlando           | Hard Justice                | |       |
| Amazing Red              | 2                 | 8 ottobre 2009    | Orlando           | iMPACT!                     | |       |
| Douglas Williams         | 1                 | 28 gennaio 2010   | Orlando           | iMPACT!                     | |       |
| Kazarian                 | 3                 | 18 aprile 2010    | St. Louis         | Lockdown                    | Battendo Shannon Moore e Homicide dopo che il titolo era stato reso vacante per l'assenza di Douglas Williams. |       |
| Douglas Williams         | 2                 | 16 maggio 2010    | Orlando           | Sacrifice                   | |       |
| Jay Lethal               | 4                 | 16 settembre 2010 | Orlando           | iMPACT!                     | |       |
| Amazing Red              | 3                 | 21 settembre 2010 | New York          | House show                  | |       |
| Jay Lethal               | 5                 | 25 settembre 2010 | Rahway            | House show                  | |       |
| Robbie E                 | 1                 | 7 novembre 2010   | Orlando           | Turning Point               | |       |
| Jay Lethal               | 6                 | 16 dicembre 2010  | Orlando           | iMPACT!                     | |       |
| Kazarian                 | 5                 | 9 gennaio 2011    | Orlando           | Genesis                     | |       |
| Abyss                    | 1                 | 19 maggio 2011    | Orlando           | Impact                      | |       |
| Brian Kendrick           | 1                 | 10 luglio 2011    | Orlando           | Destination X               | |       |
| Austin Aries             | 1                 | 11 settembre 2011 | Orlando           | No Surrender                | |       |
| Vacante                  | —                 | 5 luglio 2012     | Orlando           | Impact                      | Il titolo era stato reso vacante da Austin Aries per poter combattere per il Titolo Mondiale. Da allora ogni anno a luglio il campione X Division può rendere vacante il titolo per combattere per il TNA World Heavyweight Championship. |       |
| Zema Ion                 | 1                 | 8 luglio 2012     | Orlando           | Destination X               | Il match per assegnare il titolo comprendeva anche Sonjay Dutt, Mason Andrews e Kenny King. |       |
| Rob Van Dam              | 1                 | 14 ottobre 2012   | Phoenix           | Bound for Glory             | |       |
| Kenny King               | 1                 | 28 febbraio 2013  | Orlando           | Impact                      | |       |
| Chris Sabin              | 5                 | 2 giugno 2013     | Boston            | Slammiversary XI            | Nel match vi era anche Suicide. |       |
| Austin Aries             | 2                 | 20 giugno 2013    | Peoria            | Impact                      | Aries si è vestito come Suicide e ha preso il suo posto nel three-way match che includeva anche Kenny King. In onda il 27 giugno 2013. |       |
| Chris Sabin              | 6                 | 29 giugno 2013    | Las Vegas         | Impact                      | Nel match vi era anche Maniac. |       |
| Vacante                  | —                 | 29 giugno 2013    | Las Vegas         | Impact Wrestling            | Sabin ha volontariamente reso vacante il titolo in cambio dell'opportunità di lottare per il TNA World Heavyweight Championship. In onda l'11 luglio 2013.                                                                                |       |
| Manik                    | 2                 | 18 luglio 2013    | Louisville        | Impact                      | In un Ultimate X match che includeva anche Sonjay Dutt e Greg Marasciulo. In onda il 25 luglio 2013. |       |
| Chris Sabin              | 7                 | 20 ottobre 2013   | San Diego         | Bound for Glory             | In un Ultimate X match che includeva anche Samoa Joe, Jeff Hardy e Austin Aries. |       |
| Austin Aries             | 3                 | 23 novembre 2013  | Orlando           | Impact                      | In onda il 12 dicembre 2013. |       |
| Chris Sabin              | 8                 | 5 dicembre 2013   | Orlando           | Impact                      | In onda il 2 gennaio 2014. |       |
| Austin Aries             | 4                 | 16 gennaio 2014   | Huntsville        | Impact Wrestling: Genesis   | In onda il 23 gennaio 2014. |       |
| Sanada                   | 1                 | 2 marzo 2014      | Tokyo             | Kaisen: Outbreak            | |       |
| Austin Aries             | 5                 | 20 giugno 2014    | Orlando           | Impact                      | In onda il 10 luglio 2014. |       |
| Vacante                  | —                 | 24 giugno 2014    | New York          | Impact                      | Aries rese vacante il titolo in cambio di un'opportunità di lottare per il TNA World Heavyweight Championship. In onda il 24 luglio 2014.                                                                                                 |       |
| Samoa Joe                | 5                 | 26 giugno 2014    | New York          | Impact Wrestling            | Ha sconfitto Low Ki e Sanada per il titolo vacante. In onda il 7 agosto 2014. |       |
| Vacante                  | 19 settembre 2014 | Bethlehem         | Impact            |                             | Joe ha reso vacante il titolo per non essere stato dichiarato medicalmente pronto a lottare. In onda il 12 novembre 2014. |       |
| Low Ki                   | 3                 | 19 settembre 2014 | Bethelehem        | Impact                      | Ha sconfitto Tigre Uno, Manik e DJ Z per il titolo vacante. In onda il 19 novembre 2014. |       |
| Austin Aries             | 6                 | 7 gennaio 2015    | New York          | Impact                      | |       |
| Low Ki                   | 4                 | 8 gennaio 2014    | New York          | Impact                      | In onda il 16 gennaio 2015 |       |
| Rockstar Spud            | 1                 | 31 gennaio 2015   | Londra            | Impact                      | Spud ha sfruttato la sua title shot con il Feast or Fired. In onda il 20 marzo 2015. |       |
| Kenny King               | 2                 | 15 marzo 2015     | Orlando           | Impact                      | In un four-way ladder match che includeva anche Tigre Uno e Mandrews. In onda il 17 aprile 2015. |       |
| Rockstar Spud            | 2                 | 10 maggio 2015    | Orlando           | Impact                      | In un gauntlet match che includeva King, Manik, DJ Z, Mandrews, Argos, Crazzy Steve e Tigre Uno. In onda il 29 maggio 2015. |       |
| Vacante                  | —                 | 10 maggio 2015    |                   | Impact                      | Spud ha reso il titolo vacante in cambio dell'opportunità di lottare per il TNA World Heavyweight Championship. In onda il 5 giugno 2015.                                                                                                 |       |
| Tigre Uno                | 1                 | 24 giugno 2015    | Orlando           | Impact                      | Ha sconfitto Low Ki e Grado In un three-way elimination match per vincere il titolo vacante. |       |
| Trevor Lee               | 1                 | 9 gennaio 2016    | Bethlehem         | Impact                      | In onda il 2 febbraio 2016. |       |
| Eddie Edwards            | 1                 | 12 giugno 2016    | Orlando           | Impact                      | |       |
| Mike Bennett             | 1                 | 14 giugno 2016    | Orlando           | Impact                      | In onda il 21 giugno 2016 |       |
| Eddie Edwards            | 2                 | 15 giugno 2016    | Orlando           | Impact                      | In onda il 28 giugno 2016 |       |
| Lashley                  | 1                 | 13 luglio 2016    | Orlando           | Impact                      | In onda il 21 luglio 2016 |       |
| Vacante                  | -                 | 12 agosto 2016    | Orlando           | Impact                      | In onda il 18 agosto 2016 |       |
| DJ Z                     | 2                 | 13 agosto 2016    | Orlando           | Impact                      | In onda il 1º settembre 2016 |       |
| Trevor Lee               | 2                 | 8 gennaio 2017    | Orlando           | Impact                      | |       |
| Low KI                   | 5                 | 20 aprile 2017    | Orlando           | Impact                      | Nel match erano presenti Trevor Lee, Suicide, Sonjay Dutt, Dezmond Xavier ed Andrew Eeveret |       |
| Sonjay Dutt              | 1                 | 30 maggio 2017    | Mumbai            | Impact                      | In onda il 15 giugno 2017 |       |
| Trevor Lee               | 3                 | 19 agosto 2017    | Orlando           | Impact                      | In onda il 14 settembre 2017 |       |
| Taiji Ishimori           | 1                 | 9 novembre 2017   | Ottawa, Canada    | Impact                      | In onda il 4 gennaio 2018 |       |
| Matt Sydal               | 1                 | 12 gennaio 2018   | Orlando           | Impact                      | In onda l'8 marzo 2018 |       |
| Brian Cage               | 1                 | 22 luglio 2018    | Toronto           | Slammiversary               | Rende vacante il titolo per ottenere un match per l'Impact World Championship (Option C) |       |
| Vacante                  |                   |                   |                   |                             | |       |
| Rich Swann               | 1                 | 6 gennaio 2019    | Nashville         | Homecoming                  | Ha sconfitto Jake Crist, Trey e Ethan Page |       |
| Jake Crist               | 1                 | 19 luglio 2019    | Windsor           | Impact                      | |       |
| Ace Austin               | 1                 | 20 Ottobre 2019   | Villa Park        | Bound for Glory             | Hanno partecipato anche Tessa Blanchard, Daga e Acey Romero |       |
| Willie Mack              | 1                 | 21 aprile 2020    | Nashville         | Rebellion                   | |       |
| Chris Bey                | 1                 | 18 luglio 2020    | Nashville         | Slammiversary               | |       |
| Rohit Raju               | 1                 | 18 agosto 2020    | Nashville         | Emergence                   | Nel match era incluso anche TJP. |       |
| Manik                    | 2                 | 12 dicembre 2020  | Nashville         | Final Resolution            | |       |
| Ace Austin               | 2                 | 14 marzo 2021     | Nashville         | Sacrifice                   | |       |
| Josh Alexander           | 1                 | 13 marzo 2021     | Nashville         | Rebellion                   | In un three-way match che includeva anche TJP. |       |
| Vacante                  | —                 | 23 settembre 2021 | —                 | —                           | Alexander rese vacante il titolo per puntare all'Impact World Championship. |       |
| Trey Miguel              | 1                 | 23 ottobre 2021   | Sunrise Manor     | Bound for Glory             | In un three-way match che includeva Steve Maclin ed El Phantasmo |       |
| Ace Austin               | 3                 | 23 aprile 2022    | Poughkeepsie      | Rebellion                   | In un three-way match che includeva Mike Bailey. |       |
| Mike Bailey              | 1                 | 19 giugno 2022    | Nashville         | Slammiversary               | In un ultimate X match che includeva Kenny King, Trey Miguel, Andrew Everett e Alex Zayne. |       |
| Frankie Kazarian         | 6                 | 7 ottobre 2022    | Albany            | Bound for Glory             | |       |
| Vacante                  | —                 | 8 ottobre 2022    | —                 | —                           | Kazarian rese vacante il titolo per puntare all'Impact World Championship. |       |
| Trey Miguel              | 2                 | 18 novembre 2022  | Louisville        | Impact Wrestling Over Drive | |       |
| Chris Sabin              | 9                 | 9 giugno 2023     | Columbus          | Against All Odds            | |       |
| Lio Rush                 | 1                 | 15 luglio 2023    | Windsor           | Slammiversary               | |       |
| Chris Sabin              | 10                | 9 settembre 2023  | White Plains      | Impact 1000                 | |       |
| Mustafa Ali              | 1                 | 23 febbraio 2024  | Westwego          | No Surrender                | | [ 9 ] |
| Mike Bailey              | 2                 | 20 luglio 2024    | Montreal          | Slammiversary               | |       |
| Zachary Wentz            | 1                 | 30 agosto 2024    | Louisville        | Emergence                   | In un ultimate X match che includeva Alexander Hammerstone, Jason Hotch, Laredo Kid e Riley Osborne. |       |
| Mike Bailey              | 3                 | 13 settembre 2024 | San Antonio       | Victory Road                | |       |
| Moose                    | 1                 | 27 ottobre 2024   | Detroit           | TNA Impact!                 | L'episodio è andato in onda il 7 novembre 2024. |       |